# Jazid I
Jazid I (ur. ok. 642, zm. 683) – drugi kalif z dynastii Umajjadów, panował w latach 680–683.
Był synem Mu’awiji I, brał udział w wyprawach przeciw Cesarstwu Bizantyńskiemu, w tym w oblężeniu Konstantynopola (674–678). Jego ojciec zapewnił mu dziedziczenie władzy kalifa po sobie, choć nie zostało to przez wszystkich dobrze przyjęte. W efekcie tego krótkie, trzyletnie panowanie Jazida I zakłóciły bunty (680, 683). Pierwszy z nich i stoczona wówczas bitwa pod Karbalą pogłębiły rozłam między szyitami a sunnitami. Natomiast w trakcie drugiego kalif zmarł, zostawiając władzę nieletniemu synowi, co doprowadziło do chaosu w imperium arabskim.

## Życiorys

### Pochodzenie i młodość
Był synem Mu’awiji I i jego ulubionej żony, Majsūn, jakobitki, syryjskiej Arabki z rodu Bahdal, zaliczanego do Kalbitów, potężnej grupy południowoarabskich plemion. Urodził się około 642 roku. Za jego młodych lat matka, niechętna życiu dworskiemu i tęskniąca za tradycyjnym życiem na pustyni, zabierała go ze sobą na Pustynię Syryjską, szczególnie w rejon Palmyry, gdzie koczowało jej rodzinne plemię. Tam Jazid uczył się polowania, jazdy konnej, układania poezji, jak i picia wina. Takie wyprawy stały się później stałym elementem wychowania książąt z dynastii Umajjadów.
W 669 roku Jazid stanął na czele posiłków wysłanych dla wsparcia sił Fadala al-Ansariego, który wdarł się w głąb Cesarstwa Bizantyńskiego i zimował w Chalcedonie (668–669). Razem z nim syn Mu’awiji kierował pierwszym atakiem na Konstantynopol. Wedle przekazów o charakterze legendarnym, Jazid wyróżniał się wówczas męstwem i walecznością, przez co zyskał tytuł fata al-Arab („młody wojownik”, „bohater Arabów”). Być może powierzenie mu tego dowództwa było odpowiedzią Mu’awiji na niezadowolenie, jakie wywołały zapowiedzi uczynienia syna swoim następcą. W 674 roku Jazid, dowodząc flotą arabską, wziął udział w kolejnej wyprawie na Konstantynopol, która przerodziła się w czteroletnie oblężenie, zakończone niepowodzeniem sił Umajjadów.

### Sukcesja po ojcu
Problem uregulowania sukcesji był sporym wyzwaniem, ze względu na to, że wśród Arabów zasada dziedziczenia tytułu kalifa nie była jeszcze mocno ugruntowana. Mu’awiji udało się pozyskać poparcie wielu wodzów plemiennych i mianować Jazida następcą w 679 roku. Musiał przy tym zachować pozory elekcji, zakorzenionej w tradycjach plemiennych, w której wzięli udział mieszkańcy Damaszku i wafd, delegacje wszystkich prowincji, zakończonej hołdem i przysięgę wierności jego synowi. W praktyce było to wprowadzenie dziedziczności tronu i dzięki temu w następnym roku, po śmierci ojca, Jazid bez trudności objął władzę jako kalif.

### Panowanie
Kalif na początku swoich rządów uwolnił z więzienia i przywrócił na stanowisko namiestnika Egiptu Ukbę ibn Nafiego, który następnie podjął wyprawy na wielką skalę skierowane na obszar Maghrebu. Jednocześnie Jazid I zdecydował się na opuszczenie miasta, które na Cyprze założył  Mu’awija I w trakcie wyprawy z 654 roku. Przypuszczalnie uznał utrzymywanie tam załogi za nieopłacalne. Podobnie wycofał arabski garnizon z Rodos. W przeciwieństwie do ambitnych rajdów ojca, sam dążył do ustabilizowania granicy z Bizancjum, rezygnując także z wysuniętych placówek nad Morzem Marmara. Zarazem za jego rządów włączono do imperium Kinnasrin, północny okręg Syrii.
Podczas jego rządów w pełni ukształtował się system administracji okręgów wojskowych adżnad (l. poj. dżund) – cztery na obszarze Syrii (wyodrębnione z jednego rozległego okręgu wokół Homs), jeden w Egipcie – które przyczyniły się do większej profesjonalizacji armii Umajjadów. Zajął się także porządkowaniem finansów państwa. Wiadomo, że zniósł zwolnienie z podatków, jakim cieszyli się Samarytanie od czasów wsparcia arabskiego podboju, a jednocześnie obniżył obciążenia nałożone na chrześcijan z Nadżranu, samowolnie wypędzonych z Arabii za czasów kalifa Omara. Wykazywał zainteresowanie rozwojem rolnictwa, w związku z czym w okolicach Damaszku przeprowadzono wykopanie lub poszerzenie kanału Nahr Jazid (nazwa od imienia kalifa), który doprowadzał wodę z rzeki Barady do oazy Dżuty dla jej nawodnienia. W związku z tym Jazida obdarzono tytułem muhandis („inżynier wodny”).
Mimo tego, że ojciec zapewnił mu następstwo, nie udało się uniknąć wojny domowej. Władzy Jazida nie uznali szyici z Iraku, do czego przyczyniły się surowe rządy namiestników, Zijada Ibn Abiha i jego syna, Ubajda Allaha. Niezadowoleni z panowania Umajjadów wezwali do siebie Husajna ibn Alego, by sięgnął po władzę kalifa. Ten, pod wpływem tych apeli i swojego otoczenia, wyruszył do irackiej Kufy. Jednak jego orszak został zmasakrowany przez siły wierne Jazidowi w bitwie pod Karbalą (680), w której śmierć poniósł także sam Husajn. Jego głowę zwycięzcy wysłali do Damaszku, sam jednak kalif wyraził ubolewanie z powodu tego wydarzenia, świadom jego znaczenia. Rodzinie Husajna wydano jego ciało, jak i odciętą głowę, by mogła pochować szczątki.
Bitwa pod Karbalą w dłuższej perspektywie pogłębiła rozłam między szyitami a sunnitami. Próba porozumienia, jaką Jazid I podjął, przyjmując delegację z Medyny popierającej ród Alidów, zakończyła się niepowodzeniem – monarszy przepych dworu kalifa, jego świecki tryb życia i obyczaje wręcz zszokowały przybyłych. W efekcie tego w 683 roku wybuchło powstanie przeciw władzy Umajjadów, na którego czele stanął Abd Allah Ibn az-Zubajr. Kalif posłał wojska przeciw niemu, które pokonały go pod Al-Harra, a następnie obległy w Mekce. Walki przerwała śmierć Jazida I 11 listopada 683 roku w Hawarinie, gdzie został pochowany. Jego następcą został nieletni syn, Mu’awija II.
Śmierć Jazida I zapoczątkowała okres chaosu w imperium arabskim. Ibn az-Zubajr uzyskał poparcie Kajsytów, których mianem określano północne plemiona arabskie, ponadto charydżyci, którzy już wcześniej występowali przeciw Umajjadom, rozpoczęli powstanie na wielką skalę.

## Oceny kalifa
Jazid bywał uznawany za zdolnego i sprawnego władcę, jednak żyjący w późniejszych latach arabscy dziejopisarze oceniali go bardzo krytycznie, zainspirowani poglądami szyitów, echami sporów politycznych w Iraku czy też katastrofalnymi nieszczęściami jego krótkiego panowania. W wielu popularnych przekazach o bitwie pod Karbalą przedstawiany był jako władca opresyjny, brutalny i zdegenerowany, którego krewni Husajna publicznie potępili za okrucieństwo wobec potomków Mahometa. Wskazywano na niego jako na pierwszego pijaka wśród kalifów, który pijał wino codziennie i do udziału w pijatykach tresował swoją małpkę Abu Kajs. Określano go tytułem Jazid al-chumur – „Jazid od wina”. Kalif wyróżniał się zamiłowaniem do polowań i był uznawany za wielkiego myśliwego. Każdemu ze swych psów myśliwskich przydzielił osobnego opiekuna i ozdabiał je złotymi krążkami na nogi, miał też nauczyć geparda jazdy na końskim zadzie. Opinie dotyczące jego trybu życia mogą mieć charakter oszczerczy.
Kalif komponował poezję i muzykę, był mecenasem artystów, wprowadził śpiew z akompaniamentem instrumentalnym na dwór oraz zwyczaj obchodzenia ważnych świąt w pałacach przy biesiadach. Al-Masudi oskarżał go o wprowadzanie muzyki do świętych miast islamu, którą potępiali tradycjonaliści i ulemowie ze względu na związki z obrzędami pogańskimi i chrześcijańskimi, jak również skojarzenia z pijaństwem i hazardem.
W otoczeniu Jazida nie brakowało chrześcijan. Jednym z nich był jego nadworny poeta Al-Achtal, w młodości blisko z nim związany, podobnie jak Jan z Damaszku, który miał uczestniczyć w jego pijatykach. Chrześcijańscy kronikarze różnili się w ocenach kalifa. Nestorianin Jan bar Penkāyē zarzucał mu sprawowanie władzy w sposób tyrański, krytykując także zamiłowanie do rozkoszy i gier, które określał jako „dziecinne”. Natomiast anonimowy autor łacińskiej Kroniki roku 754 z terenów Półwyspu Iberyjskiego pochwalał przystępność Jazida wobec ludzi, twierdząc, że był powszechnie kochany przez poddanych, nie szczycąc się swoją władzą. W podobnym tonie pisał autor kroniki Continuatio byzantino-arabica, który opisywał go w sposób uznany przez Juliusa Wellhausena za panegiryczny – jako władcę, który był uprzejmy, a nie zarozumiały, nienawidzący przepychu i żyjący skromnie.